# 僕は僕で僕じゃない
「僕は僕で僕じゃない」（ぼくはぼくでぼくじゃない）は、松室政哉の2枚目のシングル。

## 解説
- 1stシングル「海月」から約9ヶ月ぶりのリリース。
- キャッチコピーは「あなたらしさって何ですか？」。
- 規格品番は、UMCA-50056
- ジャケットのアートワークは、イラストレーターの坂内拓が担当。

## 収録内容
CD
1. 僕は僕で僕じゃない
  - 作詞：松室政哉、いしわたり淳治／作曲：松室政哉／編曲：河野圭
  - テレビ埼玉「マチコミ」7月度エンディングテーマ
  - インディーズ時代の楽曲「翼」が原曲となっており、リリースするにあたってタイトルの改題・歌詞の変更を行った。
2. Hello innocence
  - 作詞・作曲・編曲：松室政哉
  - インディーズ時代の楽曲「Hello, innocence」が原曲となっており、リリースするにあたってタイトルの改題・歌詞の変更を行った。
  - 2015年に行ったレコーディング合宿での音源を収録している。[1]

DVD
- Documentary of Matsumuro Seiya Tour 2019 “City Lights”

## 演奏
- 松室政哉
  - Vocal, Chorus
- 玉田豊夢
  - Drums (#1)
- あらきゆうこ
  - Drums (#2)
- 山口寛雄
  - Bass
- 黒田晃年
  - Acoustic Guitar, Electric Guitar (#1)
- 櫛野啓介
  - Electric Guitar (#2)
- 須原杏ストリングス
  - Strings (#1)
- 橋本歩ストリングス
  - Strings (#2)
- 河野圭
  - Piano, Other Instruments (#1)
- 磯貝サイモン
  - Piano (#2)